# Revolução de Setembro
Revolução de Setembro é a designação dada ao golpe de estado ocorrido em Portugal a 9 de Setembro de 1836 que pôs termo ao Devorismo e levou à promulgação da Constituição Portuguesa de 1838.

## Causas
As leis de Mouzinho da Silveira como a abolição de capelas cuja renda líquida era inferior a 200 000 reais por ano, a extinção do imposto sobre a transferência de imóveis, exceto em vendas ou trocas de imóveis do dízimo eclesiástico e dos foros, supressão do direito exclusivo da Companhia de Vinhos do Alto Douro para a exportação de vinho e a fabricação de destilados e finalmente uma nova organização judicial em partidos judiciais, mais tarde chamados de "distritos de relacionamento", o que permitiu resolver vários problemas que a sociedade portuguesa estava a atravessar. Esta linha de reformas continuará nos anos seguintes. Eram mudanças significativas que visavam pôr em prática os princípios do livre-câmbio e do liberalismo económico defendidos pela administração cartista, e que se esperava modificarem o rumo negativo que Portugal seguia desde o virar do século anterior.

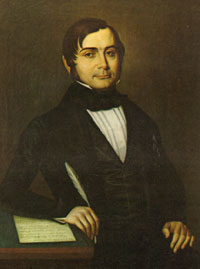
Manuel da Silva Passos, o principal líder da revolução de Setembro.

As reformas cartistas não tiveram, no entanto, o sucesso esperado. A venda dos bens nacionais tinha favorecido somente uma alta burguesia fundiária limitada, que tinha engradecido e aumentado as suas já extensas propriedades; o povo, esse, continuava muito dele na miséria. A economia do País continuava extremamente dependente da Inglaterra (muito em graças ao tratado de comércio assinado com aquele reino em 1810, favorecendo a entrada de produtos ingleses no reino). Para além disto, ainda se estava para verificar um verdadeiro arranque industrial, que ainda não tinha ocorrido em Portugal, que punha o País numa situação de grande atraso económico em relação ao resto do continente.
Outra causa de descontentamento vinha do facto da Carta Constitucional, outorgada por D. Pedro IV em 1826, não ter legitimidade, por não emanar de uma qualquer assembleia legítima. Com aquele documento em vigor, punha-se em causa a própria soberania do povo, um dos princípios em que o liberalismo português estava alicerçado. A revolta ocorrida em Espanha em 1836 veio a exaltar ainda mais os ânimos daqueles que se opunham já por si ao cartismo e planeavam uma revolução.
Entre as causas para a Revolução de Setembro encontram-se: a miséria de boa parte do povo operário; a dependência em relação à Inglaterra; a concentração do poder político e económico numa burguesia limitada, predominantemente rural; o cariz fortemente antidemocrático do cartismo e da Carta Constitucional; e a revolução em Espanha de 1836.

## A Revolução
O movimento teve origem em Lisboa, onde em Outubro de 1836 desembarcavam os deputados eleitos no Norte. Por essa altura já tinham sido publicados vários folhetos e jornais a pregar a revolução e a atacar o governo cartista, pelo que a população lisboeta, em geral, já tinha tomado conhecimento do que estava prestes a acontecer e acolheu o movimento de braços abertos. Quando os deputados desembarcaram, uma enorme multidão foi ao seu encontro. Pouco depois, gritava-se pela Revolução, pela Rainha e pela Constituição de 1822 e contra o Governo. Isto ocorreu a 9 de setembro. A Rainha e o Governo, sem meios para combater a revolução (já que a Guarda Nacional apoiava também ela própria o movimento), entregou o poder aos representantes do Setembrismo. Eram eles Vitório de Sousa Coutinho, conde de Linhares, Sá da Bandeira e Passos Manuel. Nenhum deles tinha participado na revolução propriamente dita, mas afiguravam-se como os mais brilhantes e populares defensores das ideias setembristas.
A Revolução de 9 de setembro foi uma das poucas revoluções na História de Portugal que começou como um movimento estritamente civil e popular, e que só depois recebeu adesão militar, por parte da Guarda Nacional.